# Макаров, Михаил Андреевич
Михаил Андреевич Макаров (1923—2002) — Гвардии старшина Рабоче-крестьянской Красной Армии, участник Великой Отечественной войны, Герой Советского Союза (1945).

## Биография
Михаил Макаров родился 16 марта 1923 года в селе Уроп (ныне — Беловский район Кемеровской области). После окончания семи классов школы работал в колхозе. Занимался в аэроклубе. В мае 1943 года Макаров был призван на службу в Рабоче-крестьянскую Красную Армию. Окончил Омскую бронетанковую школу. С августа того же года — на фронтах Великой Отечественной войны.
К августу 1944 года гвардии младший сержант Михаил Макаров был стрелком-радистом 1-го танкового батальона 21-й гвардейской танковой бригады 5-го гвардейского танкового корпуса 6-й танковой армии 2-го Украинского фронта. Отличился во время освобождения Румынии. 24-27 августа 1944 года под Фокшанами Макаров в составе своего экипажа уничтожил 3 танка, 2 самоходных артиллерийских установки, батарею противотанковых орудий, а затем захватил заминированный мост через реку Сирет в районе местечка Козмешти и удержал его до переправы основных сил.
Указом Президиума Верховного Совета СССР от 24 марта 1945 года за «образцовое выполнение боевых заданий командования на фронте борьбы с немецкими захватчиками и проявленные при этом мужество и героизм» гвардии младший сержант Михаил Макаров был удостоен высокого звания Героя Советского Союза с вручением ордена Ленина и медали «Золотая Звезда» за номером 9114.
В марте 1945 года Макаров окончил Киевское самоходно-артиллерийское училище, после чего служил в танковой части войск МВД СССР. В 1947 году в звании старшины он был демобилизован, однако пять лет спустя вновь был призван в армию, окончательно демобилизован в 1954 году. Проживал в городе Белово. После окончания Новокузнецкого торгово-кулинарного училища заведовал магазином. Позднее окончил СПТУ, работал трактористом, бригадиром слесарей. Активно занимался общественной деятельностью. Умер 26 июля 2002 года.
Почётный гражданин Белово. Был также награждён орденом Отечественной войны 1-й степени и рядом медалей.